# Santa Rosalia in gloria, intercede per la fine della peste a Palermo
Santa Rosalia in gloria, intercede per la fine della peste a Palermo è un dipinto di Antoon van Dyck e venne realizzato nella tarda estate del 1624 a Palermo quando la città aveva subito una grave pestilenza. Il dipinto raffigura Santa Rosalia mentre intercede per la città e sullo sfondo si intravedono il porto di Palermo e il Monte Pellegrino. L'opera fu eseguita per il nobile siciliano Antonio Ruffo.
In tempi recenti, utilizzando una particolare tecnica chiamata "autoradiografia dei dipinti" basata sull'analisi per attivazione neutronica, si è riusciti a svelare la presenza di un disegno sulla tela preesistente al dipinto, molto probabilmente un autoritratto del Van Dyck.